# Порт Вошингтон (Висконсин)
Порт Вошингтон (енгл. Port Washington) град је у америчкој савезној држави Висконсин.

## Демографија
По попису из 2010. године број становника је 11.250, што је 783 (7,5%) становника више него 2000. године.
| Група             | 2000.          | 2010.          |
| Белци             | 10.056 (96,1%) | 10.446 (92,9%) |
| Афроамериканци    | 73 (0,7%)      | 181 (1,6%)     |
| Азијати           | 49 (0,5%)      | 84 (0,7%)      |
| Хиспаноамериканци | 168 (1,6%)     | 347 (3,1%)     |
| Укупно            | 10.467         | 11.250         |